# Comté de Clarke (Virginie)
Pour les articles homonymes, voir Comté de Clarke.
Le comté de Clarke est un comté de Virginie, aux États-Unis. Il est situé au nord de l'État et fait partie de la grande aire métropolitaine de Washington. Le siège est à Berryville. Selon le recensement de 2010, la population était de 14 034 habitants pour une superficie de 461 km2. 
Le comté a été fondé en 1836 par distraction d'une partie du comté de Frederick. 

## Géolocalisation
|                    | Comté de Jefferson (Virginie-Occidentale) |                   |
| Comté de Frederick | Comté de Clarke                           | Comté de Loudoun  |
|                    | Comté de Warren                           | Comté de Fauquier |